# كريستيان كلاوديو
كريستيان كلاوديو (بالإنجليزية: Christian Claudio)‏ هو متحدث تحفيزي أمريكي، ولد في 17 يونيو 1973 في سان خوان في بورتوريكو.